# Bošovice
Bošovice är en ort i Tjeckien.   Den ligger i regionen Södra Mähren, i den sydöstra delen av landet, 210 km sydost om huvudstaden Prag. Bošovice ligger 266 meter över havet och antalet invånare är 1 071.
Terrängen runt Bošovice är huvudsakligen platt, men österut är den kuperad. Terrängen runt Bošovice sluttar västerut. Runt Bošovice är det ganska tätbefolkat, med 90 invånare per kvadratkilometer. Närmaste större samhälle är Slavkov u Brna, 11,4 km norr om Bošovice. Trakten runt Bošovice består till största delen av jordbruksmark.